# Trilofosàurids
Els trilofosàurids (Trilophosauridae) són una família de sauròpsids (rèptils) diàpsids similars als llangardaixos que visqueren en el Triàsic i que estan emparentats amb els arcosaures. Els trilofosàurids són l'única família de l'ordre dels trilofosaures (Trilophosauria). El gènere més ben conegut és Trilophosaurus, un herbívor que podia superar els 2,5 metres de longitud. Tenia un crani curt i inusualment pesant, equipat amb uns molars aplanats i massius amb superfícies de tall afilades per a tallar el material vegetal resistent. No tenia dents al premaxil·lar i a la part frontal de la mandíbula inferior, probablement en vida estaven recoberts per un bec.

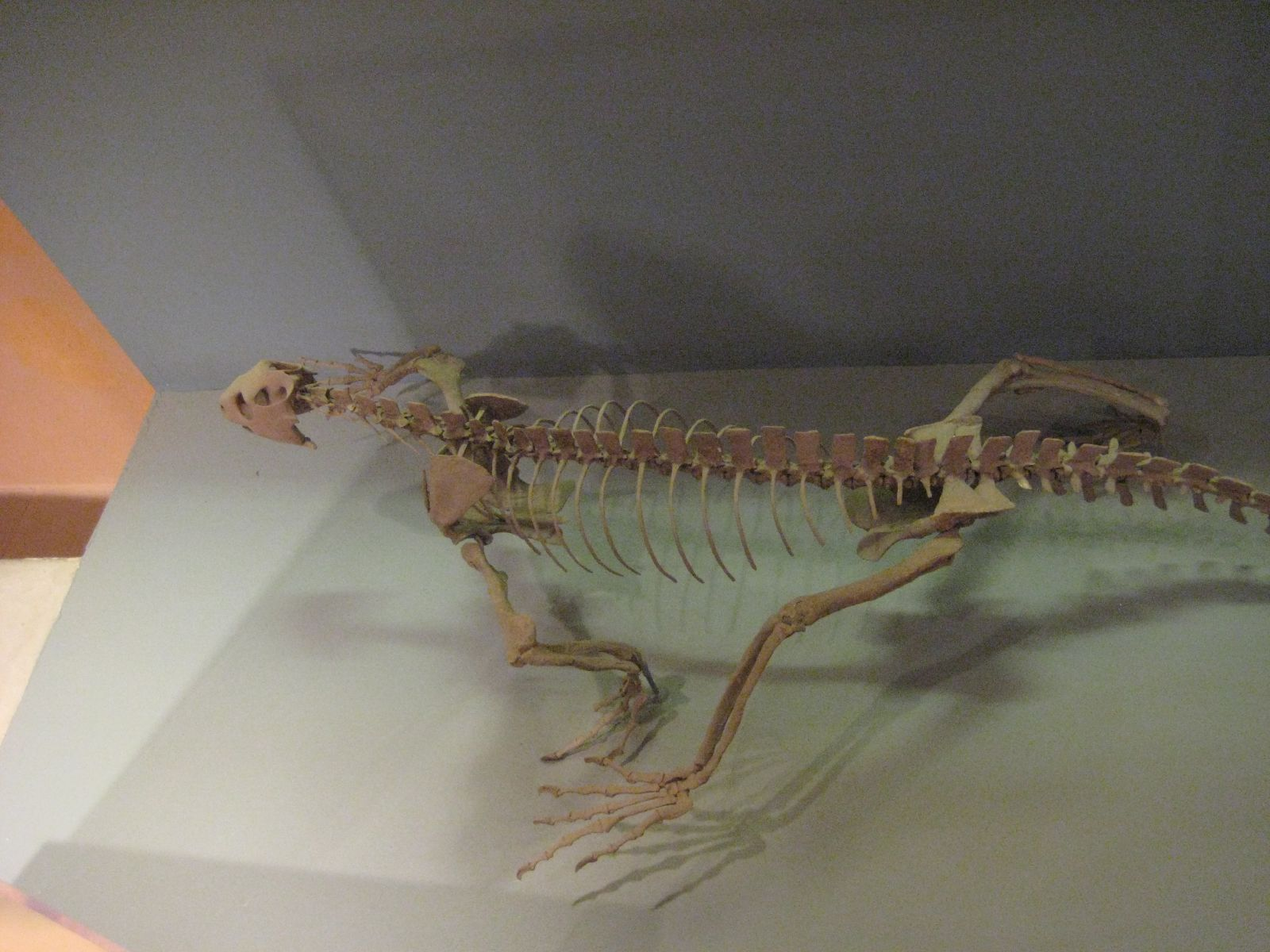
Trilophosaurus buettneri

El crani també és inusual en tant que la finestra temporal inferior s'ha perdut, doant-li l'aparença d'un crani d'euriàpsid, i originalment el Triolophosaurus va ser classificat amb els placodont i sauropterigi. Carroll (1988) suggereix que l'obertura inferior es podria haver perdut per a enfortir el crani.
Trilophosaurs es coneix únicament del Triàsic superior de Nord-amèrica i Europa.